# جارد ألين
جارد ألين (بالإنجليزية: Jared Allen)‏ هو لاعب كرة قدم أمريكية أمريكي، ولد في 26 أغسطس 1981 في إدموند في الولايات المتحدة.